# Seznam schodišť v Praze
Soupis významnějších veřejně přístupných schodišť v hlavním městě Praze. V seznamu jsou uvedena převážně exteriérová schodiště, ale i některá uvnitř staveb. Schodiště lávek, nadchodů a podchodů zde nejsou uvedena.

## Centrum

### Staré Město
- schody do Divadelní ulice (naproti Národního divadla, od roku 2023[1])

### Nové Město
- schody v Horské ulici
- schody z Albertova do ulice Ke Karlovu
- schody z Albertova na severní předmostí Nuselského mostu
- schody z Apolinářské ulice do ulice Studničkovy

Interiér:
- schodiště budovy Národního muzea (Praha 1, Václavské náměstí 68)

### Malá Strana
(Malá Strana, Praha 1)
- schody u Hladové zdi na Petříně
- schody z Karlova mostu na Kampu, novogotické od Josefa Krannera z roku 1844[2]
- Petřínské schody z Vlašské ulice směrem pod Petřínskou rozhlednou
- Staré zámecké schody – z Klárova na Opyš k východnímu vstupu do Pražského hradu u Černé věže
- Zámecké schody (též nazývané Nové zámecké) z Thunovské ulice na vyhlídkovou rampu Hradčanského náměstí
- schody na Jánském vršku
- schody z ulice Pod Bruskou do Chotkovy ulice (na hranici s Hradčanami, v tzv. Myší díře[3])
- schodiště historických palácových zahrad, ve Vrtbovské zahradě a zahradách pod Pražským hradem

Interiér:
- schodiště v Petřínské rozhledně

### Hradčany
- Býčí schodiště - spojující 3. nádvoří Pražského hradu se Zahradou Na valech
- Kyklopské schody v Jelením příkopu na Pražském hradě
- schodiště v Rajské zahradě na Pražském hradě
- Radnické schody
- Staré zámecké schody (pouze malá část na vyhlídkové rampě u Pražského hradu)
- Zámecké schody (Nové zámecké schody)
- tzv. Úzké schody mezi ulicí Úvoz a Loretánskou ulicí
- schody u vchodu do Památníku národního písemnictví
- schody ve Svatováclavské vinici u Richterovy vily
- schody z Černínské ulice do parku na hradbách v Keplerově a Jelení ulici (Nový Svět)
- schody z Hradní rampy na Hradčanském náměstí do Zahrady Na valech
- schody u Lorety na Loretánském náměstí zdobené andílky s mariánským cyklem z dílny Ondřeje Filipa Quitainera

### Vyšehrad
- dvojité schody z Vyšehradu na Výtoň (Praha 2, Štulcovy sady a park Pod Hradbami mezi ulicí Na Libušince a Štulcova)

Interiéry:
- Budova Úřadu Městské části Praha 1 (mezi Vodičkovou a Navrátilovou ulicí)
- Schody ve Sloupové síni Pražského hradu
- Točité vřetenové schodiště v Hrzánském paláci
- Jezdecké schody z Náměstí U Svatého Jiří do Vladislavského sálu, pozdně gotické od Benedikta Rejta

## Oblast Žižkova
- monumentální schodiště v Národním památníku na Vítkově
- schody mezi Jeseniovou ulicí a ulicí Pod Lipami
- schody mezi Táboritskou a Chelčického, schody mezi Seifertovou a Chelčického[4]
- monumentální schodiště mezi ulicemi Husitská a Řehořova (v současnosti nepřístupné)[5]

## Praha 4 a Nusle

### Kunratice
- de facto zaniklé schodiště v Kunratickém (též Krčském) lese (vzniklé snad v letech 1936–1937, v současnosti v dezolátním stavu)[6][7]

### Nusle
- schody od stanice metra Vyšehrad do Nuselského údolí (2 části, druhou část tvoří schody mezi Čiklovou a Křesomyslovou ulicí)
- schody mezi ulicí Pod Terebkou a Táborskou ulicí respektive náměstím Generála Kutlvašra
- schody mezi Čiklovou a Boleslavovou ulicí (západní)
- schody mezi Čiklovou a Boleslavovou ulicí (východní)
- Závišova ulice (mezi ulicí Boleslavova, Ctiborova a Křesomyslova - za Divadlem Na Fidovačce)
- schodiště mezi ulicí Pod Vilami a Na Květnici nad kostelem Sv. Václava
- schody z ulice Na Bučance (vedle letohrádku Bělka) do Slavojovy ulice

### Podolí
- Podolské schody (Praha 4, mezi ulicemi Ve svahu a ulicí Na Topolce - západní)
- schody mezi ulicemi Ve svahu a ulicí Na Topolce (prostřední)
- schody mezi ulicemi Ve svahu a ulicí Na Topolce (východní)
- schody z Kavčích hor do Podolské ulice z (Praha 4, Ke Hlásce)
- schody mezi ulicí Pod Klaudiánkou a Pravou ulicí
- schody mezi ulicí na Vápenném a rozcestím ulic Břidličná, U Kublova a Pravá
- schody mezi ulice Na Dolinách a Lopatecká
- schody mezi ulicí Na Zvoničce a Jeremenkova

### Braník

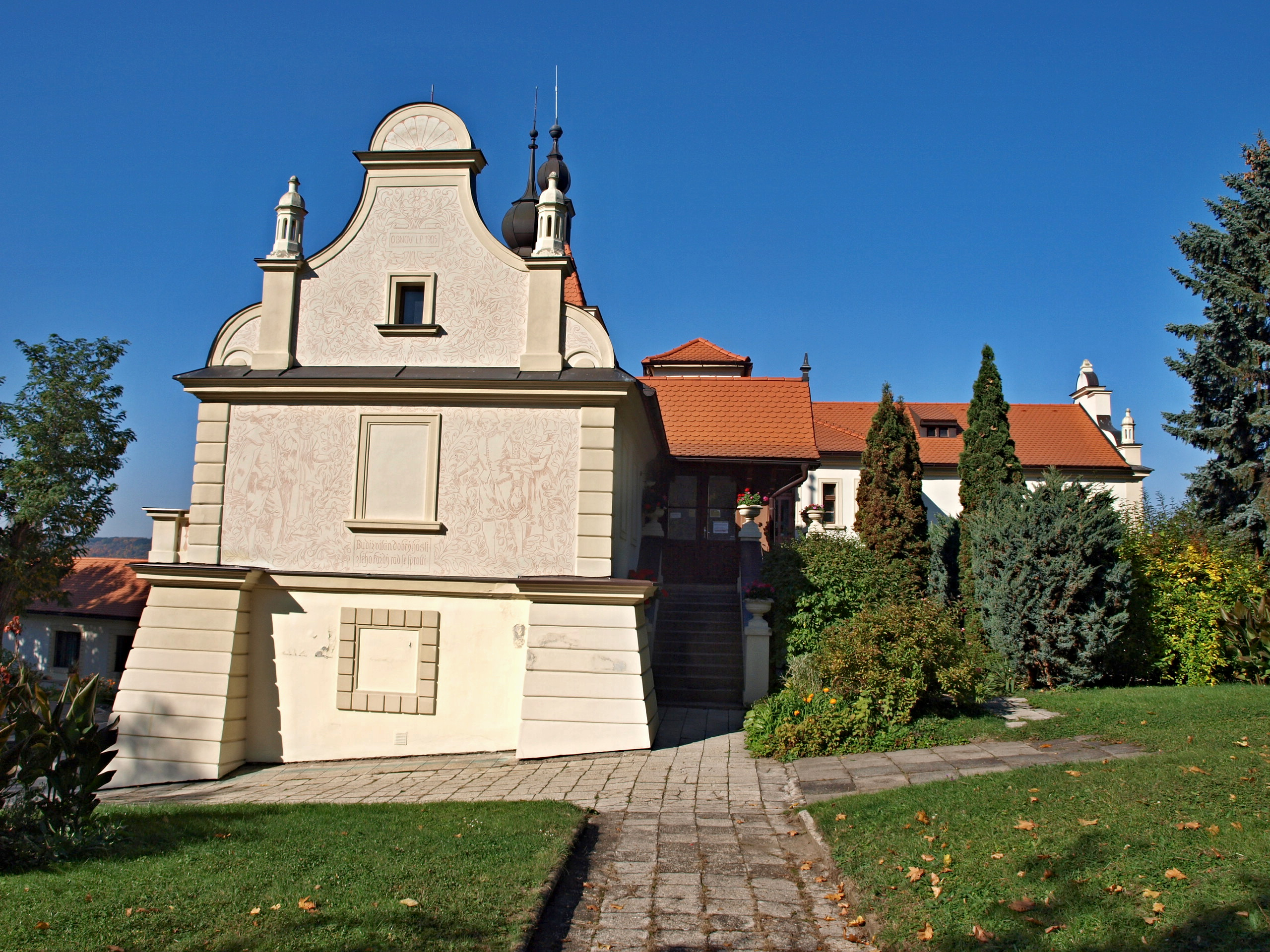
Zámeček Na Křížku

- Schody z Dobešky do centra Braníku (Praha 4, mezi ulicemi Na Dobešce a u Pražských lomů)
- Schody mezi ulicí U Dubu a U Háje
- Schody mezi ulicí Nad lomem a U Háje
- Schody mezi ulicí Školní a Jasná I. (nad kostelem Sv. Prokopa)
- Schody mezi Vlnitou ulicí (u zámečku Na Křížku a hotelu Monica) a ulicí Mezivrší

## Praha 5

### Smíchov
- schody v Kinského zahradě
- schody mezi ulicemi Křížová a Na Konvářce
- Koulka (mezi ulicemi Pod Děvídem, Kesnerka, Franty Kocourka a Křížová)
- schody mezi ulicemi Pod Kesnerkou a Na Neklance
- schody mezi Plzeňskou a Mošnovou ulicí
- schody mezi ulicí Holečkova a Pod Výšinkou
- schody mezi ulicemi U Nikolajky a Na Václavce
- schody mezi ulicemi Na Březince a Na Václavce
- schody mezi Mrázovkou a Mozartovou ulicí
- schody v ulici U Sanopzu
- schody v ulici U Santošky (park Santoška)
- schody mezi ulicemi Xaveriova a Na Pláni

### Košíře
- schody mezi ulicí Plzeňská a Pod Klikovkou
- schody mezi ulicí U Klimentky a Plzeňská
- schody mezi ulicemi Nepomucká a Píseckého
- schody mezi ulicemi Slávy Horníka a Musílkova
- schody mezi ulicemi Před Cibulkami a v Cibulkách
- schody mezi ulicemi U Tenisu a V Břízkách
- schody mezi ulicemi Nepomucká a V Břízkách
- Schodová ulice (mezi ulicemi Musílkova a V Cibulkách)

### Motol
- schody mezi ulicemi Jiránkova a Slánská

### Stodůlky
- schody v ulici Ke Konstruktivě (Praha 13)
- západní schody v ulici Pod viaduktem (Praha 13)

### Hlubočepy
- schody z Prokopského údolí do ulice Do Klukovic (Praha 5)

### Barrandov
- schody mezi ulicemi Barrandovská a Skalní (Praha 5)

### Velká Chuchle
- schody v ulici Na Hvězdárně
- schody mezi ulicí Kazínská a Dostihová (Starochuchelská u Sokolovny)

## Praha 6

### Dejvice
- schody mezi ulicemi Salabova a na Kotlářce
- schody mezi ulicemi Kozlovská a Na Vlčnovce
- schody mezi ulicemi Pod Juliskou a Na Julisce

### Střešovice
- schody mezi ulicemi Střešovická a Nad Hradním vodojemem (kolem Müllerovy vily, výrazné venkovní schodiště je vidět i z kolemjedoucí tramvaje)
- schody mezi ulicemi U šesté baterie a ulicí Pod bateriemi
- schody mezi ulicí Ve Střešovičkách a U střešovických hřišť
- schody mezi ulicemi Nad Hradním vodojemem a Střešovická
- schody mezi ulicemi Na bateriích a Ve Střešovičkách
- schody v ulici Na Viničce
- schod mezi ulicemi U Andělky a Ve Střešovičkách

### Břevnov
- schody mezi ulicemi Pod Marjánkou a Bělohorská (východní)
- schody mezi ulicemi Pod Marjánkou a Bělohorská (prostřední)
- schody mezi ulicemi Pod Marjánkou a Bělohorská (západní)
- schody na Kutnauerově náměstí z Vodňanského ulice
- schody mezi ulicemi Fastrova a Bělohorská
- Tejnka (mezi ulicemi Šlikova a Fastrova)
- schody mezi ulicemi Za Strahovem a Hošťálkova

### Liboc
- schody do Divoké Šárky od ulice Divoká Šárka do ulice Na Džbánu

### Veleslavín
- dlouhé železné schody v lese mezi sídlištěm Petřiny a ulicí Evropskou (vedoucí k autoservisu v lese (ul. Nad Stanicí) a dále k zahrádkářské kolonii a hotelu Krystal[8]

### Ruzyně
- Ruzyňské schody

## Praha 7

### Holešovice
- schodiště od podstavce bývalého Stalinova pomníku na Letné na nábřeží Edvarda Beneše a k Čechově mostu
- schodiště v Letenských sadech u dolního konce Letenského tunelu (u Štefánikova mostu)

## Praha 8

### Libeň
- Korábské schody – schody z Kašparova náměstí do Kandertovy ulice
- schody ve Stupňové ulici mezi ulicemi Na Truhlářce a V Holešovičkách
- schody mezi ulicemi Bulovka a Budínova, jinak ulice Na srázu
- schody mezi ulicemi Františka Kadlece a Na stráži

### Kobylisy
- schody v ulici V Podvrší (mezi ulicemi Na úbočí a Nad Rokoskou)
- schody v ulici Pod Vlachovkou (mezi ulicemi Nad Rokoskou, Kubišova a S. K. Neumanna)
- schody mezi křížením ulic Nad Rokoskou a Na Úbočí a S. K. Neumanna
- schody mezi ulicí Nad Rokoskou a Zenklova
- schody mezi ulicí Na pěšinách a nepojmenovanou komunikací, vycházející z ulice U školské zahrady

## Praha 10 a Vinohrady

### Vinohrady
- Nuselské schody (Praha 2)
- schody mezi ulicemi Lublaňská a Bělehradská
- schody na Folimance (od haly Na Folimance do ulice Pod Karlovem)
- schody od stanice tramvaje Pod Karlovem na severní předmostí Nuselského mostu (k bývalému koupališti na Folimance)

### Vršovice
- schody mezi ulicemi Košická a Rybalkova

### Hostivař
- schody mezi Hostivařskou ulicí a Trhanovským náměstím
- schodiště v Domkářské a Chalupnické ulici